# Temporada 1984-85 de los Washington Bullets
La temporada 1984-85 fue la decimosegunda de los Bullets dentro del área metropolitana de Washington D. C. y la vigésimo cuarta en sus diferentes localizaciones. La temporada regular acabó con 40 victorias y 42 derrotas, ocupando el sexto puesto de la Conferencia Este, clasificándose para los playoffs, en los que cayó en primera ronda ante Philadelphia 76ers.

## Elecciones en elDraft
| Ronda | Puesto | Jugador       | Posición  | Nacionalidad   | Universidad    |
| ----- | ------ | ------------- | --------- | -------------- | -------------- |
| 1     | 6      | Melvin Turpin | Pívot     | Estados Unidos | Kentucky       |
| 2     | 34     | Tony Costner  | Pívot     | Estados Unidos | Saint Joseph's |
| 2     | 44     | Fred Reynolds | Alero     | Estados Unidos | Texas El-Paso* |
| 4     | 76     | Jim Grandholm | Ala-Pívot | Estados Unidos | South Florida  |

## Temporada regular
| División Atlántico   | División Atlántico | División Atlántico | División Atlántico | División Atlántico | División Atlántico | División Atlántico | División Atlántico | División Atlántico |
| Equipo               | G                  | P                  | %                  | PD                 | Casa               | Fuera              | Div                |                    |
| -------------------- | ------------------ | ------------------ | ------------------ | ------------------ | ------------------ | ------------------ | ------------------ | ------------------ |
| y-Boston Celtics     | 63                 | 19                 | .768               | –                  | 35–6               | 28–13              | 19–5               |                    |
| x-Philadelphia 76ers | 58                 | 24                 | .707               | 5                  | 34–7               | 24–17              | 15–9               |                    |
| x-New Jersey Nets    | 42                 | 40                 | .512               | 21                 | 27–14              | 15–26              | 13–11              |                    |
| x-Washington Bullets | 40                 | 42                 | .488               | 23                 | 28–13              | 12–29              | 11–13              |                    |
| New York Knicks      | 24                 | 58                 | .293               | 39                 | 19–22              | 5–36               | 2–22               |                    |

## Playoffs

### Primera ronda
Philadelphia 76ers vs. Washington Bullets 
| Fecha       | Partido                                        | Ciudad     |
| ----------- | ---------------------------------------------- | ---------- |
| 17 de abril | Philadelphia 76ers 104, Washington Bullets 97  | Filadelfia |
| 21 de abril | Philadelphia 76ers 113, Washington Bullets 94  | Filadelfia |
| 24 de abril | Washington Bullets 118, Philadelphia 76ers 100 | Landover   |
| 26 de abril | Washington Bullets 98, Philadelphia 76ers 106  | Landover   |
|             | Philadelphia 76ers gana las series 3-1         |            |

## Estadísticas
| Rk | Jugador        | Edad | P  | PT | MP   | TC  | TCI  | %TC  | T3  | T3I | %T3  | TL     | TLI | %TL  | RO  | RD  | RT   | AS  | RB  | TAP | BP  | FP  | PTS  |
| -- | -------------- | ---- | -- | -- | ---- | --- | ---- | ---- | --- | --- | ---- | ------ | --- | ---- | --- | --- | ---- | --- | --- | --- | --- | --- | ---- |
| 1  | Jeff Ruland    | 26   | 37 | 36 | 38.8 | 6.8 | 11.9 | .569 | 0.0 | 0.1 | .000 | 5.4    | 7.9 | .685 | 3.4 | 7.6 | 11.1 | 4.4 | 0.8 | 0.7 | 4.8 | 3.5 | 18.9 |
| 2  | Gus Williams   | 31   | 79 | 78 | 37.5 | 8.1 | 18.8 | .430 | 0.6 | 2.2 | .290 | 3.2    | 4.4 | .725 | 0.9 | 1.6 | 2.5  | 7.7 | 2.3 | 0.4 | 2.7 | 2.0 | 20.0 |
| 3  | Jeff Malone    | 23   | 76 | 61 | 34.4 | 8.0 | 16.0 | .499 | 0.2 | 0.9 | .208 | 2.8    | 3.3 | .844 | 0.8 | 1.9 | 2.7  | 2.4 | 0.7 | 0.1 | 1.4 | 2.3 | 18.9 |
| 4  | Greg Ballard   | 30   | 82 | 77 | 32.5 | 5.7 | 11.9 | .480 | 0.2 | 0.6 | .304 | 1.5    | 1.8 | .795 | 1.8 | 4.6 | 6.5  | 2.5 | 1.2 | 0.4 | 1.3 | 2.7 | 13.1 |
| 5  | Cliff Robinson | 24   | 60 | 37 | 31.2 | 7.0 | 14.9 | .471 | 0.0 | 0.1 | .333 | 2.6    | 3.6 | .742 | 2.4 | 6.8 | 9.1  | 2.5 | 0.9 | 0.8 | 2.7 | 3.1 | 16.7 |
| 6  | Rick Mahorn    | 26   | 77 | 63 | 26.9 | 2.7 | 5.4  | .499 | 0.0 | 0.0 |      | 0.9    | 1.4 | .683 | 1.9 | 5.9 | 7.9  | 1.6 | 0.8 | 1.4 | 1.7 | 4.0 | 6.3  |
| 7  | Charles Jones  | 27   | 28 | 4  | 22.8 | 2.3 | 4.4  | .528 | 0.0 | 0.0 |      | 1.3    | 1.9 | .692 | 2.5 | 3.9 | 6.4  | 0.9 | 0.8 | 2.6 | 0.8 | 3.6 | 5.9  |
| 8  | Tom McMillen   | 32   | 69 | 21 | 22.4 | 3.7 | 7.7  | .472 | 0.0 | 0.1 | .000 | 1.6    | 2.0 | .830 | 0.9 | 2.1 | 3.0  | 0.8 | 0.1 | 0.2 | 0.6 | 2.4 | 8.9  |
| 9  | Frank Johnson  | 26   | 46 | 1  | 20.1 | 3.8 | 7.8  | .489 | 0.1 | 0.4 | .353 | 1.6    | 2.1 | .750 | 0.5 | 0.9 | 1.4  | 3.1 | 0.9 | 0.1 | 1.3 | 1.6 | 9.3  |
| 10 | Darren Daye    | 24   | 80 | 8  | 19.7 | 3.2 | 6.3  | .512 | 0.0 | 0.1 | .143 | \| 2.2 | 3.1 | .715 | 1.2 | 2.2 | 3.4  | 3.0 | 0.7 | 0.2 | 1.7 | 2.1 | 8.7  |
| 11 | Dudley Bradley | 27   | 73 | 24 | 16.9 | 1.9 | 4.1  | .475 | 0.3 | 0.9 | .313 | 0.7    | 1.1 | .684 | 0.5 | 1.4 | 1.8  | 2.4 | 1.3 | 0.3 | 1.2 | 2.1 | 4.9  |
| 12 | Don Collins    | 26   | 11 | 0  | 8.3  | 1.1 | 3.1  | .353 | 0.0 | 0.0 |      | 0.7    | 0.8 | .889 | 0.9 | 0.8 | 1.7  | 0.6 | 0.6 | 0.4 | 0.7 | 0.5 | 2.9  |
| 13 | Charles Davis  | 26   | 4  | 0  | 7.0  | 0.5 | 2.5  | .200 | 0.0 | 0.0 |      | 0.8    | 1.0 | .750 | 0.5 | 0.5 | 1.0  | 0.3 | 0.3 | 0.0 | 0.5 | 0.8 | 1.8  |
| 14 | Guy Williams   | 24   | 21 | 0  | 5.7  | 1.4 | 3.0  | .460 | 0.0 | 0.2 | .250 | 0.1    | 0.2 | .400 | 0.7 | 0.6 | 1.3  | 0.4 | 0.2 | 0.1 | 0.4 | 0.8 | 2.9  |
| 15 | Tom Sewell     | 22   | 21 | 0  | 4.1  | 0.4 | 1.7  | .250 | 0.0 | 0.1 | .000 | 0.1    | 0.2 | .500 | 0.1 | 0.1 | 0.2  | 0.3 | 0.1 | 0.0 | 0.3 | 0.6 | 1.0  |